# 858 El Djezaïr
858 El Djezaïr eller 1916 a är en asteroid upptäckt 26 maj 1916 av den franske astronomen Frédéric Sy i Alger. Asteroiden har fått sitt namn efter det arabiska ordet för Algeriet.